# L'Huître et les Plaideurs
L'Huître et les Plaideurs est la neuvième fable du livre IX de Jean de La Fontaine situé dans le second recueil des Fables de La Fontaine, édité pour la première fois en 1678. Cette fable reprend un thème des Épîtres de Boileau.

## Texte
Un jour deux pèlerins sur le sable rencontrent

Une Huître, que le flot y venait d’apporter :

Ils l’avalent des yeux, du doigt ils se la montrent ;

À l’égard de la dent il fallut contester.

L’un se baissait déjà pour amasser la proie ;

L’autre le pousse, et dit : « Il est bon de savoir

Qui de nous en aura la joie.

Celui qui le premier a pu l’apercevoir

En sera le gobeur ; l’autre le verra faire.

– Si par là l’on juge l’affaire,

Reprit son compagnon, j’ai l’œil bon, Dieu merci.

– Je ne l’ai pas mauvais aussi,

Dit l’autre ; et je l’ai vue avant vous, sur ma vie.

– Hé bien ! vous l’avez vue ; et moi je l’ai sentie. »

Pendant tout ce bel incident,

Perrin Dandin arrive : ils le prennent pour juge.

Perrin, fort gravement, ouvre l’Huître, et la gruge,

Nos deux messieurs le regardant.

Ce repas fait, il dit d’un ton de président :

« Tenez, la cour vous donne à chacun une écaille

Sans dépens ; et qu’en paix chacun chez soi s’en aille. »

Mettez ce qu’il en coûte à plaider aujourd’hui ;

Comptez ce qu’il en reste à beaucoup de familles ;

Vous verrez que Perrin tire l’argent à lui,

Et ne laisse aux plaideurs que le sac et les quilles.
— Jean de La Fontaine, Fables de La Fontaine, L'Huître et les Plaideurs, texte établi par Jean-Pierre Collinet, Fables, contes et nouvelles, Gallimard, « Bibliothèque de la Pléiade », 1991, p. 364

## Photographies et images

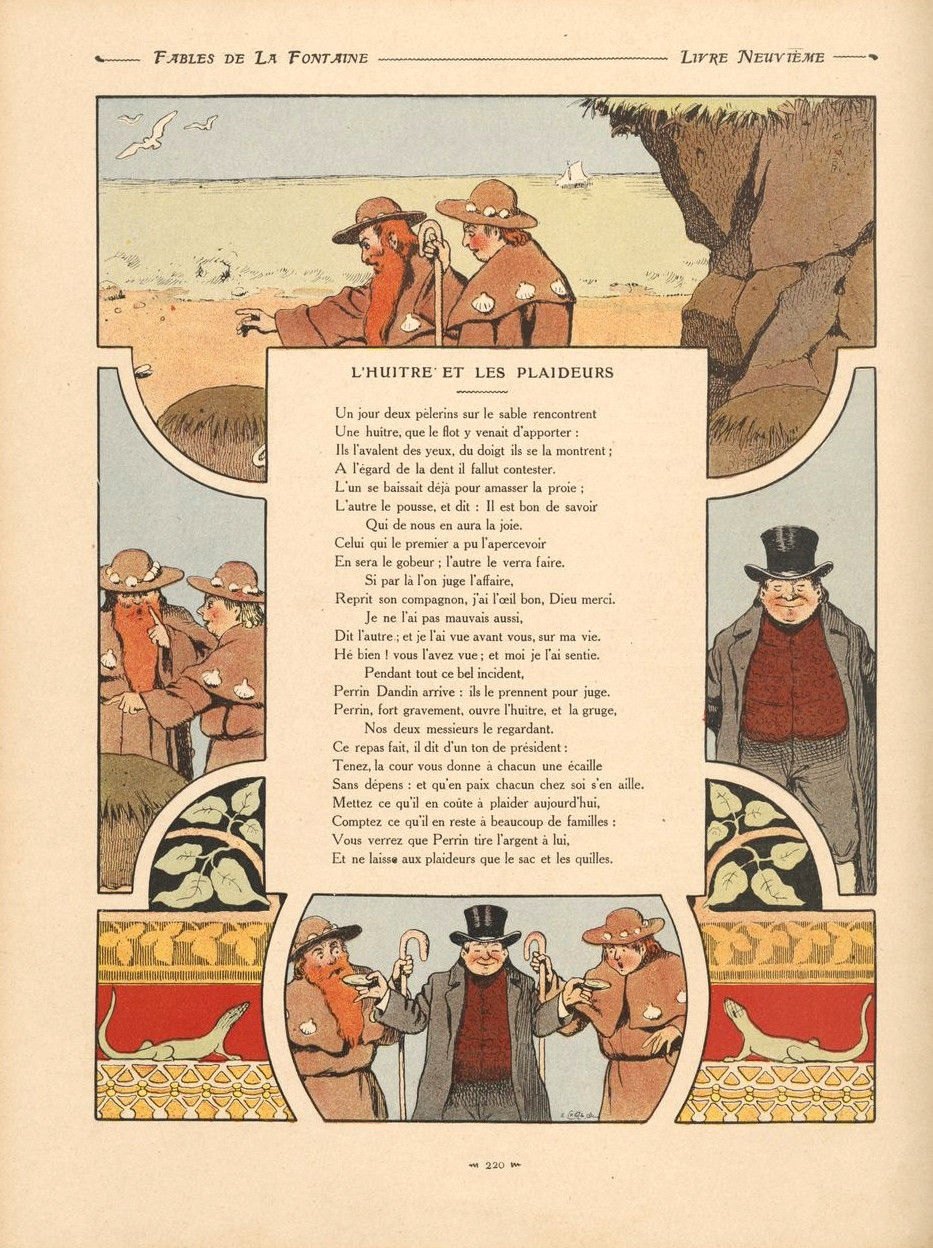
Illustration de Benjamin Rabier (1906).
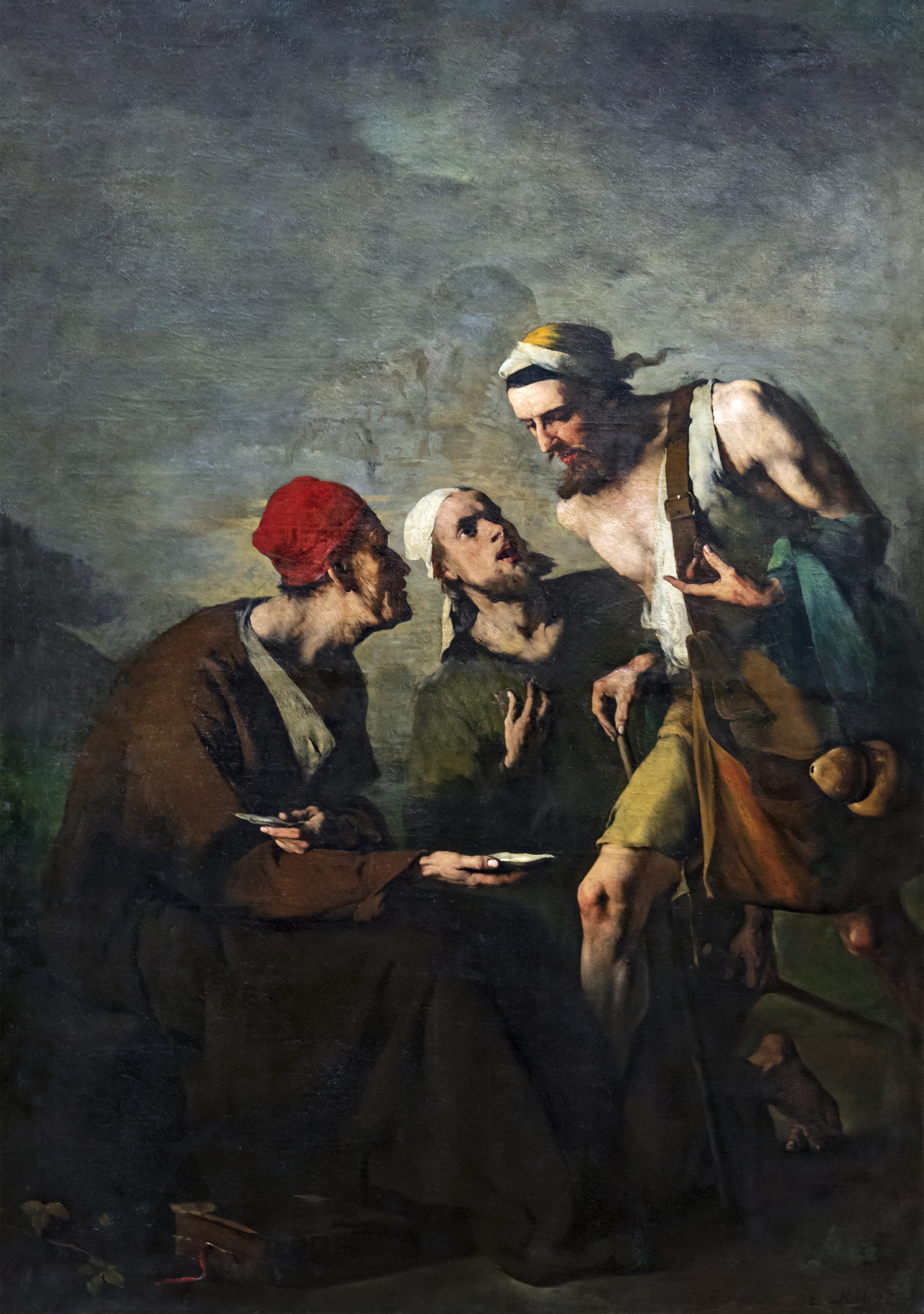
L'huître et les plaideurs 1868
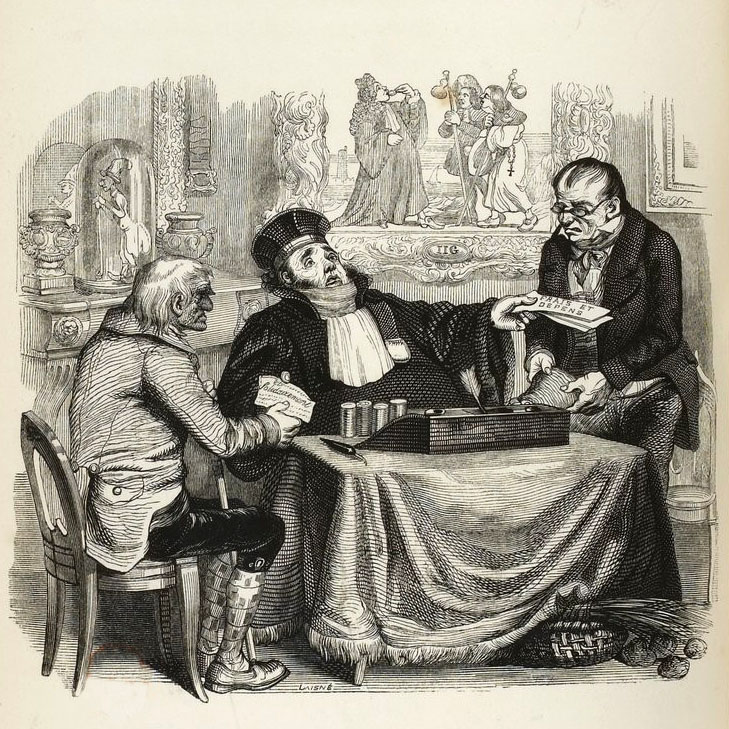
Dessin de Grandville (1838-1840)